# Maillard (entreprise)
Pour les articles homonymes, voir Maillard.
Maillard (établissements Maurice-Maillard), ancien équipementier français de l'industrie du cycle installé à Incheville (Seine-Maritime), fut, dans les années 1970, l'un des leaders mondiaux dans le domaine des moyeux, roues libres, pignons et pédales.

## Histoire
Maurice Maillard (1883-1964), originaire de Boulogne-sur-Mer, crée en 1909 à Incheville, au Lieu-Dieu, un atelier de carrosserie automobile. Il est alors alimenté par les nombreuses courses ou rallyes organisés sur les plages picardes. Mais il profite de l'éloignement de nombreux monteurs ou constructeurs de cycles par rapport aux fabricants stéphanois de pièces détachées, pour se reconvertir peu à peu dans la fabrication de moyeux et de diverses pièces pour cycles (pédales, roues libres).
Son activité prend réellement son essor au cours de la Première Guerre mondiale : tandis que ses concurrents de la région de Saint-Étienne se sont reconvertis dans l'armement, Maillard installe une usine à Dunkerque pour ravitailler et capter la clientèle des constructeurs anglais.
En 1947, il est le seul fabricant français de roues libres en dehors de la région de Saint-Étienne (qui concentre alors 91 % de la production nationale), et l’un des plus importants avec une production de 300 000 roues libres par an.
En 1966, alors que Pierre Maillard (1914-1992) a succédé à son père, Maillard s'entend avec les établissements Cyclo pour développer les exportations de roues libres quatre et cinq vitesses et, en 1967, Maillard crée avec Perrin-Courson un bureau d'études, recherches et promotion pour les moyeux de cycles et cyclomoteurs.
En juillet 1971, avec le développement de la demande américaine, Maillard élabore un programme d'investissements destiné à tripler sa production de roues libres et moyeux en 18 mois. L'autofinancement étant insuffisant, il fait appel à l'I.D.I. pour installer un hall neuf à Incheville, une deuxième forge automatique à chaud à Neufchâtel et la nouvelle usine d'Aumale. Les Ets Maillard ont ainsi essaimé en Haute-Normandie et Picardie.
Maillard a aussi recours à la sous-traitance pour pouvoir répondre à la demande (Clément Bayard de Mézières et Vélosolex, en région parisienne, pour l'usinage des roues libres).
Ainsi, au début des années 1970, Maillard, avec 1 770 salariés, est la seconde entreprise mondiale dans le domaine de la roue libre et contrôle cinq usines :
- L'usine-mère d'Incheville (près de 1 200 employés) comprend services commerciaux, magasin de stockage géré par ordinateur, usinages, assemblage des pièces, ateliers d'outillage (une soixantaine d'ouvriers qualifiés travaillent à l'adaptation des machines-outils, à la réalisation de chaînes de montage et à la confection de moules de fonderie).
- L'usine d'Abbeville fabrique roues libres et pédaliers (deux forges automatiques à chaud et une forge à froid, 381 salariés).
- L'usine de Neufchâtel-en-Bray[5] : fonderie pour corps de moyeux de vélos, pédales et moyeux-tambour de cyclomoteurs, traitements thermiques d'équipement pour cycle et motocycle. Soit 77 personnes auxquelles s’ajoutent les 250 salariés fabriquant les roues à rayons vissés pour voitures d'enfants, et le caoutchouc industriel obtenu par injection (blocs pour pédales ; patins de freins ; bandages pour patins à roulettes, tondeuses à gazon…).
- L'usine de Bézu-Saint-Éloi : 100 personnes pour le découpage et emboutissage ; 150 pour les freins et poignées de frein LAM (anciens établissements Lamarque) et divers articles.
- L'usine d'Aumale (ouverte en septembre 1972 pour décongestionner Incheville) : 32 ouvriers en 1973, fabrication d'axes de blocage rapide.

Cette vitalité conduit à la faillite retentissante de certains concurrents stéphanois comme les établissements Duban, premier producteur européen de roues libres qui, face au développement de Maillard, ont baissé leurs prix de vente sans bien connaître leurs prix de revient réels. Maillard ayant diversifié sa production pouvait pratiquer des prix de dumping.
Dans les années 1980, l’entreprise ne résiste cependant pas à la concurrence asiatique, en raison notamment de l'échec de son moyeu Helicomatic, qui souffrait d'un manque de fiabilité. Ce système original inventé par Francis Bes permettait de séparer les pignons et la roue libre (principe de la cassette) et de retirer très facilement cette dernière. Ce système permettait aussi de mieux répartir la charge aux extrémités de l'axe du moyeu, et ouvrait ainsi la voie à l'augmentation du nombre de pignons. C'est finalement le freehub de Shimano, qui reposait sur le même principe, qui s'impose. La commercialisation de la gamme Helicomatic, lancée en 1982, est interrompue en 1988.
En 1987, le groupe allemand Fichtel & Sachs prend le contrôle de Maillard, (alors numéro un pour le moyeu et la roue libre et numéro deux pour la pédale). 
La division cycles de Sachs est cédée en 1997 au groupe américain SRAM.